# کوبش به زمین

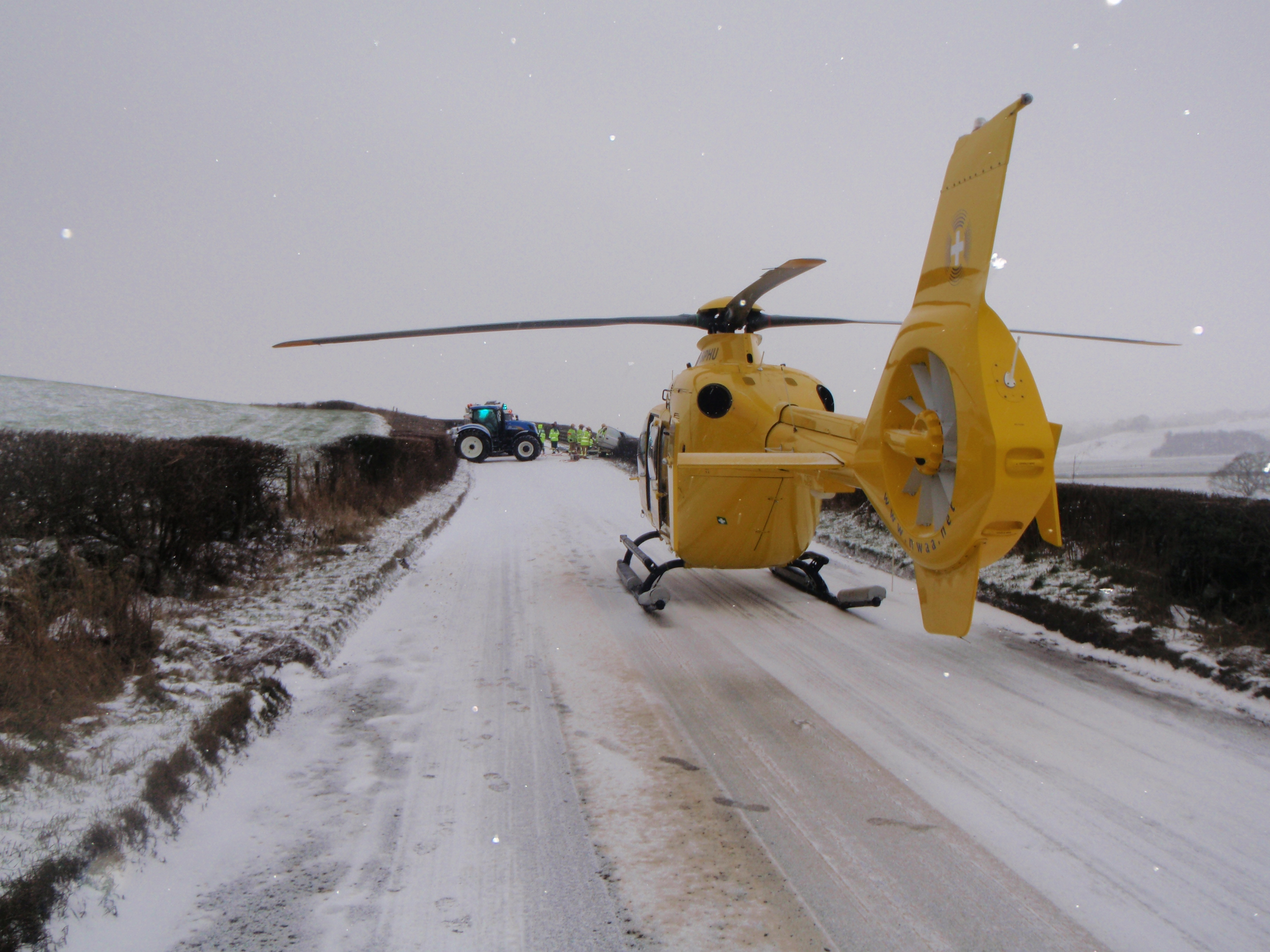

کوبش به زمین (به انگلیسی: Ground resonance) به رویدادی در بالگردها گفته می‌شود که لرزشهای ایجاد شده از گشتاور موتور بالگرد در یک طرف از بدنهٔ بالگرد تشدید شده و یک نوع کوبش پُرنوسان ایجاد می‌کند و مدام بر روی پایه‌های فرود یا چرخ‌های بالگرد می‌کوبد. این رویداد زمانی رخ می‌دهد که بالگرد بر روی زمین بوده و موتور آن نیز با قدرت زیادی روشن باشد. همانند این شرایط در ماشین رخت‌شویی نیز دیده می‌شود که اگر رخت‌های درون ماشین رخت‌شویی در یک سمت بیشتر از سمت دیگر باشند، لرزشی بالانس‌نشده رخ خواهد داد و بدنهٔ آن به دو طرف پرش می‌کند و به اصطلاح می‌کوبد. در صورتی که این رویداد متوقف نشود، بالگرد متلاشی خواهد شد.

## دلیل و پیامدها
آرایش پروانه‌های کاملاً مجزا در بالگردهای جدید، با لولاهای مستقل به هر تیغهٔ پروانه اجازه می‌دهد که در دورهٔ گردش خود، بطور مستقل خود را پیشرو و پسرو نماید تا شتابگیری یا شتابدهی انرژی جنبشی ذخیره شده را تصحیح کرده و ناهماهنگی با تیغه‌های دیگر و دَکَل پروانه را جبران نماید. هنگامی که فاصله‌گذاری بین تیغه‌ها برهم بخورد و نامنظم گردد، گرانیگاه پروانه را برای چرخش به دور محور ثابت بی‌ثبات کرده و نوسان ایجاد می‌کند که بصورت کوبش گردشی حول محور طولی بالگرد مشاهده خواهد شد. هنگامی که بالگرد به طرفین لرزش داشته باشد، پس از گذشت مدت زمان اندکی، این نوسان تشدید شده و به گونه‌ای خارج از کنترل تبدیل خواهد شد که در آن هنگام، دیگر سامانه‌های ضربه‌گیر و کمک‌فنر زیر اسکیدها یا چرخ‌های بالگرد توان جبران و خنثی کردن این ضربات را نخواهند داشت و بالگرد به اصطلاح این پا و آن پا خواهد کرد و واژگون خواهد شد.
«کوبش» معمولاً در هنگام فرود سخت یا برخورد ناهمسان اسکید با زمین‌های غیرمسطح رخ می‌دهد و در بیشتر مواقع به دلیل این است که چرخ سمت راست و چپ با هم بالانس نبوده باشند. همانند ارابه فرود یا کمک‌فنر چرخ‌ها یا ضربه‌گیر اسکیدها، یا باد لاستیک چرخها با هم برابر نبوده باشد. همچنین فرود بر زمین‌های سُست همانند آسفالت بی‌کیفیت یا سنگلاخ، بالگرد را مستعد بروز چنین حالتی می‌کنند. در شرایط بحرانی، شوک اولیه به بدنهٔ بالگرد می‌تواند آسیب‌های جبران نشدنی برای کل اسکلت بالگرد و بدنه آن به همراه داشته باشد و ممکن است حتی در کمترین دور موتور نیز باعث شکستن پایه‌های موتور، نابودی کلی بدنه و پاره شدن باک سوخت شود.

## حوادث
- در سال ۲۰۱۲ یک آمبولانس هوایی یوروکوپتر ای‌اس۳۵۰ اکوروی دچار حادثه شد ولی بالگرد واژگون نشد و سرنشینان آن زنده ماندند.[۲]
- در سال ۱۹۸۶ یک فروند آئروسپاسیال غزال بر روی یک برج فرود آمد و خلبان با هشیاری بلافاصله پس از کوبش به زمین، موفق شد بالگرد را بلند نموده و از بروز حادثه جلوگیری کند.[۳]
- در سال ۲۰۱۲ یک فروند شوایتزر اس-۳۰۰ دچار حادثه شد.[۴]
- در آزمایشی که توسط مهندسان شرکت بوئینگ بر روی بالگرد چینوک انجام شد، این بالگرد پس از مدتی کوبش متلاشی گشت.[۵]

## پیشگیری
- پیش از پرواز: پیش از پرواز، تعمیر و نگهداری به‌موقع از سامانه‌های ضربه‌گیر یا کمک‌فنرهای بالگرد می‌تواند از بروز حادثهٔ کوبش زمین جلوگیری کند. این شیوه بهترین روش است، زیرا اگر کوبش آغاز شود، تنها چند ثانیه زمان کافیست تا بالگرد متلاشی شود.
- دور موتور پایین: در آغاز کار موتور هنگامی‌که دور موتور پایین است، اگر خلبان به موقع متوجه این رویداد شود می‌تواند با پایین بردن اهرم کولکتیو، نیروی برآر را کاهش دهد و بار را از روی پروانه‌ها بردارد تا کوبش کم‌تر شده و بالگرد روی زمین ثابت و محکم شود؛ و اگر کوبش متوقف نشد و همچنان ادامه یافت، خاموش کردن کامل موتور می‌تواند راه حل نهایی باشد که خلبان برای خاموش کردن بالگرد باید سریعاً اهرم خودگردی (انجین بِرِک) را بکشد تا پروانه و موتور از هم جدا شوند. اگر بالگرد چنین اهرمی ندارد، باید بصورت دستی بالگرد را خاموش کنند که ممکن است زمان کافی برای اینکار وجود نداشته باشد و بالگرد متلاشی شود.
- دور موتور بالا: در دور موتور بالا و هنگامی‌که بالگرد در آستانهٔ برخاستن از زمین است، اگر گشتاور کافی برای برخاستن از زمین وجود داشته باشد، خلبان می‌تواند بالگرد را از زمین بلند کند تا کوبش زمین متوقف شود. در دور موتور بالا هنگامی که بالگرد در آستانهٔ برخاستن از زمین است، این گزینه می‌تواند بهترین گزینه باشد و خلبان باید در یک بازه کوتاه تصمیم‌گیری کند.